# U-275 (tàu ngầm Đức)
U-275 là một tàu ngầm tấn công  Lớp Type VII thuộc phân lớp Type VIIC được Hải quân Đức Quốc Xã chế tạo trong Chiến tranh Thế giới thứ hai. Nhập biên chế năm 1942, nó đã thực hiện tổng cộng được chín chuyến tuần tra và đánh chìm được một tàu buôn tải trọng 4.934 GRT cùng một tàu chiến tải trọng 1.090 tấn. Trong chuyến tuần tra cuối cùng trong Đại Tây Dương, U-275 đắm do trúng thủy lôi trong eo biển Manche vào ngày 10 tháng 3, 1945.

## Thiết kế và chế tạo

### Thiết kế

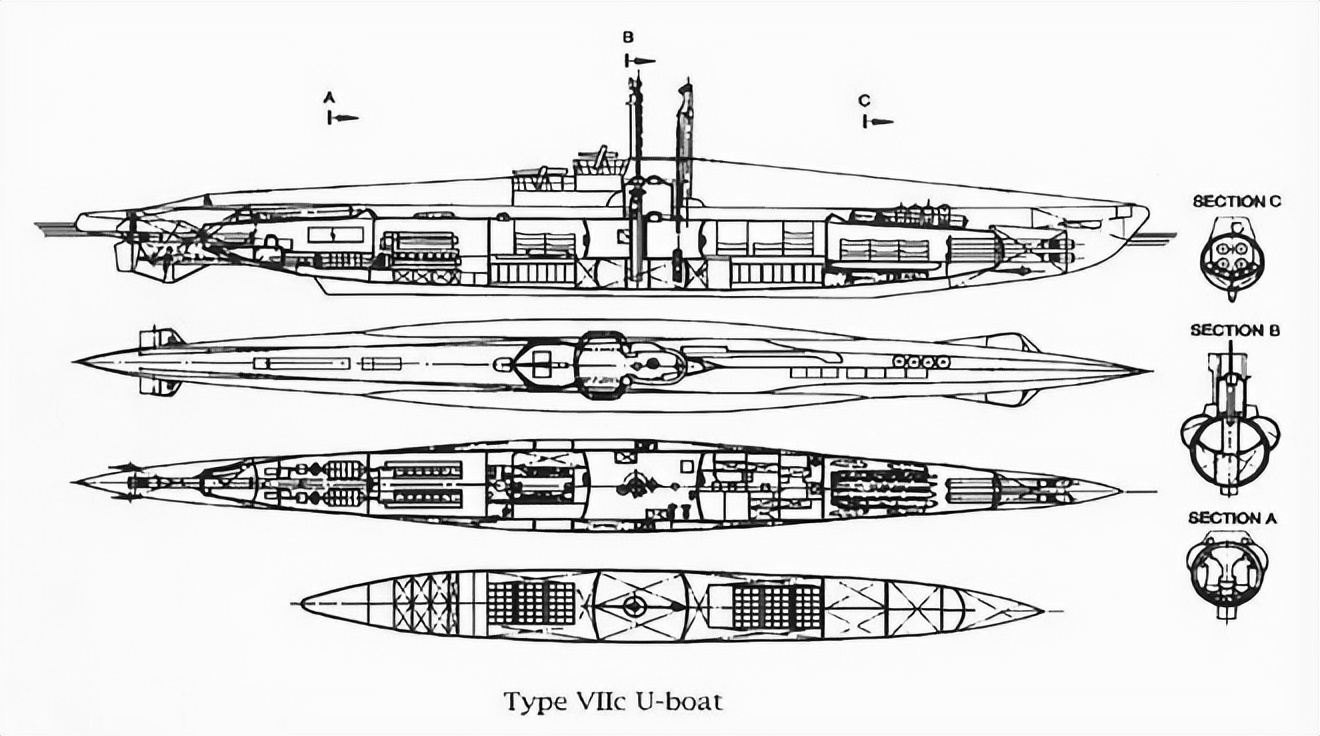
Sơ đồ các mặt cắt một tàu ngầm Type VIIC

Phân lớp VIIC của Tàu ngầm Type VII là một phiên bản VIIB được kéo dài thêm. Chúng có trọng lượng choán nước 769 t (757 tấn Anh) khi nổi và 871 t (857 tấn Anh) khi lặn). Con tàu có chiều dài chung 67,10 m (220 ft 2 in), lớp vỏ trong chịu áp lực dài 50,50 m (165 ft 8 in), mạn tàu rộng 6,20 m (20 ft 4 in), chiều cao 9,60 m (31 ft 6 in) và mớn nước 4,74 m (15 ft 7 in).
Chúng trang bị hai động cơ diesel Germaniawerft F46 siêu tăng áp 6-xy lanh 4 thì, tổng công suất 2.800–3.200 PS (2.100–2.400 kW; 2.800–3.200 bhp), dẫn động hai trục chân vịt đường kính 1,23 m (4,0 ft), cho phép đạt tốc độ tối đa 17,7 kn (32,8 km/h), và tầm hoạt động tối đa 8.500 nmi (15.700 km) khi đi tốc độ đường trường 10 kn (19 km/h). Khi đi ngầm dưới nước, chúng sử dụng hai động cơ/máy phát điện AEG GU 460/8–27 tổng công suất 750 PS (550 kW; 740 shp). Tốc độ tối đa khi lặn là 7,6 kn (14,1 km/h), và tầm hoạt động 80 nmi (150 km) ở tốc độ 4 kn (7,4 km/h). Con tàu có khả năng lặn sâu đến 230 m (750 ft).
Vũ khí trang bị có năm ống phóng ngư lôi 53,3 cm (21 in), bao gồm bốn ống trước mũi và một ống phía đuôi, và mang theo tổng cộng 14 quả ngư lôi, hoặc tối đa 22 quả thủy lôi TMA, hoặc 33 quả TMB. Tàu ngầm Type VIIC bố trí một hải pháo 8,8 cm SK C/35 cùng một pháo phòng không 2 cm (0,79 in) trên boong tàu. Thủy thủ đoàn bao gồm 4 sĩ quan và 40-56 thủy thủ.

### Chế tạo
U-270 được đặt hàng vào ngày 10 tháng 4, 1941, và được đặt lườn tại xưởng tàu của hãng Bremer-Vulkan-Vegesacker Werft ở Bremen vào ngày 18 tháng 2, 1942. Nó được hạ thủy vào ngày 8 tháng 10, 1942, và nhập biên chế cùng Hải quân Đức Quốc Xã vào ngày 25 tháng 11, 1942 dưới quyền chỉ huy của Hạm trưởng, Trung úy Hải quân Helmut Bork.

## Lịch sử hoạt động

### 1943
Sau khi hoàn thành việc chạy thử máy và huấn luyện trong thành phần Chi hạm đội U-boat 8, U-275 được điều sang Chi hạm đội U-boat 3 từ ngày 1 tháng 6, 1943.

#### Chuyến tuần tra thứ nhất
Sau khi chuyển căn cứ hoạt động từ Kiel đến cảng Bergen, Na Uy, rồi qua lại đến Trondheim, Na Uy trong tháng 8, U-275 khởi hành từ Bergen vào ngày 4 tháng 9 cho chuyến tuần tra đầu tiên trong chiến tranh. Nó băng qua khe GIUK giữa quần đảo Faroe và Iceland để hoạt động trong vùng biển Bắc Đại Tây Dương về phía Đông Nam Greenland. Tại đây chiếc tàu ngầm bị một máy bay ném bom Lockheed Hudson tấn công vào ngày 1 tháng 10, nhưng U-275 thoát được mà không bị hư hại gì. Nó kết thúc chuyến tuần tra và đi đến cảng La Pallice tại La Rochelle, bên bờ biển Đại Tây Dương của Pháp đã bị Đức chiếm đóng, đến nơi vào ngày 28 tháng 10.

#### Chuyến tuần tra thứ hai
Sau những chuyến đi ngắn từ cảng La Pallice vào đầu tháng 12, U-275 xuất phát từ đây vào ngày 8 tháng 12 cho chuyến tuần tra thứ hai, để hoạt động trong Đại Tây Dương về phía Tây Bắc Bồ Đào Nha. Vào ngày 24 tháng 12, ở vị trí cách 585 nmi (1.083 km) về phía Tây Bắc mũi Finisterre, Tây Ban Nha, nó đã phóng ngư lôi đánh chìm tàu khu trục Hoa Kỳ USS Leary (1.090 tấn), vốn nằm trong thành phần hộ tống cho Đội đặc nhiệm 21.14, một đội tìm-diệt tàu ngầm hình thành chung quanh tàu sân bay hộ tống USS Card. Tuy nhiên đến ngày 3 tháng 1, 1944, Trung úy Bork hạm trưởng mắc bệnh viêm ruột thừa, nên chiếc tàu ngầm phải hủy bỏ chuyến tuần tra, và về đến La Pallice vào ngày 11 tháng 1.

### 1944

#### Chuyến tuần tra thứ ba và thứ tư
Sau khi chuyển căn cứ hoạt động từ Lorient đến cảng Brest, Pháp vào cuối tháng 4, 1944, U-275 khởi hành từ đây cho một chuyến tuần tra ngắn từ ngày 20 đến ngày 23 tháng 5.
Trong bối cảnh lực lượng Đồng Minh bắt đầu đổ bộ lên Normandy, U-270 lại khởi hành từ Brest vào đúng ngày đổ bộ 6 tháng 6 cho chuyến tuần tra thứ tư. Tuy nhiên hành trình của chiếc tàu ngầm bị tiết lộ do bộ phận tình báo tín hiệu Đồng Minh chặn và giải mã các bức điện, nên nó bị tấn công bởi 12 máy bay cường kích Hawker Typhoon thuộc Liên đội 263 Không quân Hoàng gia Anh (RAF) tấn công trong khi đang neo đậu tại cảng Saint Peter Port, Guernsey vào ngày 14 tháng 6. Chiếc tàu ngầm không bị hư hại, nhưng hai tàu hộ tống đã chịu tổn thất. Nó quay trở về Brest vào ngày 25 tháng 6.

#### Chuyến tuần tra thứ năm
U-270 xuất phát từ Brest vào ngày 16 tháng 7 cho chuyến tuần tra thứ năm, và hoạt động tại khu vực eo biển Manche. Vào ngày 22 tháng 7, đang khi trồi lên độ sâu kính tiềm vọng để xác định tọa độ và trinh sát trong eo biển Manche về phía Bắc Brest, nó bị một máy bay trinh sát đối phương phát hiện. Một đội đặc nhiệm tìm-diệt tàu ngầm được phái đến nơi và truy lùng chiếc tàu ngầm trong suốt bảy giờ, nhưng cuối cùng U-270 thoát khỏi những kẻ truy đuổi. Chỉ hai ngày sau đó 24 tháng 7, khi tiến vào vịnh sông Seine, U-270 tiếp tục bị một đội tìm-diệt tàu ngầm truy lùng trong suốt tám giờ, và sau đó bị truy đuổi mỗi khi nâng kính tiềm vọng lên khỏi mặt nước. Nó đến được cảng Boulogne, Pháp an toàn vào ngày 2 tháng 8.

#### Chuyến tuần tra thứ sáu và thứ bảy
Bộ chỉ huy tàu ngầm Đức quyết định gửi U-270 trở về vùng biển Na Uy. Vì vậy U-270 khởi hành từ Boulogne vào ngày 13 tháng 8 cho chặng đường dài vòng quanh quần đảo Anh, và băng ngược trở lại khe GIUK giữa quần đảo Faroe và Iceland. Khi đã về đến vùng biển Na Uy gần cảng Bergen vào ngày 18 tháng 9, nó bị tám máy bay De Havilland Mosquito thuộc Liên đội 248 RAF trang bị pháo 6-pounder và mìn sâu tấn công. Tìm cách lặn xuống để ẩn nấp, chiếc tàu ngầm bị mắc cạn tại vùng biển chỉ sâu khoảng 9 m (30 ft), và phải chịu đựng hỏa lực bắn phá và bom. Nhờ sự hỗ trợ của các khẩu đội pháo phòng thủ duyên hải trên bờ, chiếc tàu ngầm mặc dù chịu đựng nhiều hư hại vẫn cặp được cảng vào ngày 18 tháng 9.
Sau đó U-270 thực hiện một chuyến tuần tra ngắn, xuất phát và kết thúc cùng tại cảng Bergen, chỉ kéo dài từ ngày 2 đến ngày 12 tháng 12.

### 1945

#### Chuyến tuần tra thứ tám
U-270 được phái trở lại khu vực bờ biển Pháp dọc Đại Tây Dương, nơi tồn tại những pháo đài kháng cự của quân đội Đức Quốc xã. Nó xuất phát từ Bergen vào ngày 13 tháng 1, 1945, và đi đến St. Nazaire vào ngày 10 tháng 2.

#### Chuyến tuần tra thứ chín - Bị mất
Xuất phát từ cảng St. Nazaire vào ngày 25 tháng 2 cho chuyến tuần tra thứ chín, cũng là chuyến cuối cùng, U-275 một lần nữa hoạt động tại khu vực eo biển Manche. Vào ngày 8 tháng 3, nó tấn công và đánh chìm chiếc tàu buôn Anh Lornaston 4.943 GRT thuộc Đoàn tàu ONA 289, ở vị trí về phía Tây Bắc Fécamp, tại tọa độ 50°35′B 0°30′T / 50,583°B 0,5°T. Tuy nhiên chỉ hai ngày sau đó 10 tháng 3, U-275 trúng thủy lôi ở vị trí ngoài khơi Beachy Head và đắm tại tọa độ 50°36′B 00°04′Đ / 50,6°B 0,067°Đ. Toàn bộ 48 thành viên thủy thủ đoàn của U-275 đều tử trận.

### "Bầy sói" tham gia
U-275 từng tham gia bốn bầy sói:
- Leuthen (15 – 24 tháng 9, 1943)
- Rossbach (24 tháng 9 – 9 tháng 10, 1943)
- Borkum (18 tháng 12, 1943 – 3 tháng 1, 1944)
- Dragoner (21 – 22 tháng 5, 1944)

### Tóm tắt chiến công
U-275 đã đánh chìm được một tàu buôn tải trọng 4.934 GRT cùng một tàu chiến tải trọng 1.090 tấn:
| Ngày              | Tên tàu   | Quốc tịch       | Tải trọng | Số phận      |
| ----------------- | --------- | --------------- | --------- | ------------ |
| 24 tháng 12, 1943 | USS Leary | Hải quân Hoa Kỳ | 1.090     | Bị đánh chìm |
| 8 tháng 3, 1945   | Lornaston | United Kingdom  | 4.934     | Bị đánh chìm |